# Başak Eraydın
Başak Eraydın (21 de junio de 1994, Ankara, Turquía) es una jugadora de tenis turca.
Eraydın ha ganado 15 individuales y 13 títulos de dobles en el ITF gira en su carrera. El 2 de abril de 2018, alcanzó su mejor ranking individual el cual fue 156 del mundo. El 6 de junio de 2016, alcanzó el puesto número 151 del mundo en el ranking de dobles.

## Títulos ITF

### Individuales (15)
| Legend                       |
| ---------------------------- |
| Torneos de $100,000          |
| Torneos de $80,000           |
| Torneos de $60,000           |
| Torneos de $25,000           |
| Torneos de $10,000 / $15,000 |

| N.º | Fecha                  | Torneo                             | Superficie    | Oponente                           | Marcador      |
| --- | ---------------------- | ---------------------------------- | ------------- | ---------------------------------- | ------------- |
| 1.  | 7 de mayo de 2012      | Estambul, Turquía                  | Dura          | Nuria Párrizas Díaz                | 6–3, 6–1      |
| 2.  | 21 de mayo de 2012     | Esmirna, Turquía                   | Dura          | Beatrice Cedermark                 | 6–0, 6–1      |
| 3.  | 4 de junio de 2012     | Ağrı, Turquía                      | Moqueta       | Jeannine Prentner                  | 6–3, 6–3      |
| 4.  | 9 de julio de 2012     | Estambul, Turquía                  | Dura          | Tatiana Búa                        | 5–7, 6–4, 6–1 |
| 5.  | 16 de julio de 2012    | Estambul, Turquía                  | Dura          | Yuliya Kalabina                    | 6–3, 6–0      |
| 6.  | 22 de octubre de 2012  | Monastir, Túnez                    | Dura          | Marina Shamayko                    | 6–2, 7–6(7–5) |
| 7.  | 5 de noviembre de 2012 | Heraclión, Grecia                  | Moqueta       | Lena-Marie Hofmann                 | 6–4, 6–0      |
| 8.  | 10 de junio de 2013    | Estambul, Turquía                  | Dura          | Darya Lebesheva                    | 6–3, 6–4      |
| 9.  | 22 de junio de 2015    | Balıkesir, Turquía                 | Tierra batida | Melis Sezer                        | 6–3, 5–7, 6–3 |
| 10. | 29 de junio de 2015    | Sakarya, Turquía                   | Dura          | Valeria Prosperi                   | 6–3, 6–1      |
| 11. | 25 de enero de 2016    | Antalya, Turquía                   | Tierra batida | Ani Amiraghyan                     | 3–6, 6–2, 6–4 |
| 12. | 15 de abril de 2017    | Estambul, Turquía                  | Dura          | Petra Krejsova                     | 6–3, 6–0      |
| 13. | 18 de marzo de 2018    | Pula, Italia                       | Tierra batida | Elitsa Kostova                     | 6–4, 6–1      |
| 14. | 11 de agosto de 2018   | Las Palmas de Gran Canaria, España | Tierra batida | Guiomar Maristany Zuleta De Reales | 6–4, 6–3      |
| 15. | 18 de agosto de 2018   | Las Palmas de Gran Canaria, España | Tierra batida | Chloé Paquet                       | 6–2, 6–1      |

### Dobles (15)
| Legend                       |
| ---------------------------- |
| Torneos de $100,000          |
| Torneos de $80,000           |
| Torneos de $60,000           |
| Torneos de $25,000           |
| Torneos de $10,000 / $15,000 |

| N.º | Fecha                   | Torneo             | Compañera     | Superficie           | Oponente                               | Marcador              |
| --- | ----------------------- | ------------------ | ------------- | -------------------- | -------------------------------------- | --------------------- |
| 1.  | 9 de agosto de 2010     | Estambul, Turquía  | Dura          | Isabella Shinikova   | Fatma Al-Nabhani Magali de Lattre      | 3–6, 6–3, [10–4]      |
| 2.  | 23 de mayo de 2011      | Gaziantep, Turquía | Dura          | Ani Amiraghyan       | Daniella Dominikovic Melis Sezer       | 6–2, 6–3              |
| 3.  | 7 de mayo de 2012       | Estambul, Turquía  | Dura          | Melis Sezer          | Fatma Al-Nabhani Anna Zaja             | 6–2, 3–6, [10–7]      |
| 4.  | 14 de mayo de 2012      | Estambul, Turquía  | Tierra batida | İpek Soylu           | Liu Chang Zhang Nannan                 | 3–6, 6–2, [10–5]      |
| 5.  | 4 de julio de 2012      | Estambul, Turquía  | Dura          | Melis Sezer          | Élisabeth Fournier Brittany Wowchuk    | 6–1, 6–4              |
| 6.  | 5 de noviembre de 2012  | Heraclión, Grecia  | Moqueta       | Abbie Myers          | Borislava Botusharova Vivian Zlatanova | 6–0, 6–1              |
| 7.  | 12 de noviembre de 2012 | Heraclión, Grecia  | Moqueta       | Abbie Myers          | Tamara Čurović Yana Sizikova           | 6–4, 6–4              |
| 8.  | 15 de julio de 2013     | Esmirna, Turquía   | Dura          | Zuzana Zlochová      | Hülya Esen Lütfiye Esen                | 6–1, 6–3              |
| 9.  | 2 de junio de 2014      | Adana, Turquía     | Dura          | İpek Soylu           | Alona Fomina Ekaterina Tsiklauri       | 6–3, 6–1              |
| 10. | 30 de junio de 2014     | Estambul, Turquía  | Dura          | Melis Sezer          | Maria Mokh Anette Munozova             | 2–6, 6–0, [10–7]      |
| 11. | 7 de septiembre de 2015 | Biarritz, Francia  | Tierra batida | Lidziya Marozava     | Réka Luca Jani Stephanie Vogt          | 6–4, 6–4              |
| 12. | 26 de octubre de 2015   | Estambul, Turquía  | Dura (i)      | Polina Leykina       | Cristina Dinu Jana Fett                | 7–5, 6–7(2–7), [10–5] |
| 13. | 9 de noviembre de 2015  | Minsk, Bielorrusia | Dura (i)      | Veronika Kudermetova | Anastasia Frolova Ekaterina Yashina    | 6–3, 6–1              |
| 14. | 11 de febrero de 2017   | Antalya, Turquía   | Tierra batida | Valentyna Ivakhnenko | Karin Kennel Nastja Kolar              | 7–6(8–6), 6–2         |
| 15. | 18 de febrero de 2017   | Antalya, Turquía   | Tierra batida | Karin Kennel         | Cristina Dinu Cristina Ene             | 6–3, 2–6, [10–5]      |